# Things Behind the Sun
Things Behind the Sun är en amerikansk långfilm från 2001 i regi av Allison Anders, baserad på en sann historia.

## Handling
En ung kvinna, Sherry, har alkoholproblem och dyker upp full på samma gräsmatta på samma datum varje år. Den tredje gången rycker polisen in, och det blir rättegång. Sherry döms till att gå på 30 AA-möten.
Sherry är sångerska och har ett band, och hon har släppt en singel med titeln Never Knew Your Names som klättrar på hitlistorna. Låten handlar om en våldtäkt som Sherry utsattes för som tonåring. 
Owen arbetar som journalist på en liten musiktidning vid namn Vinyl Fetish, och han vill skriva ett reportage om Sherry. Till en början får han många klagomål från tidningens ledning, men till slut får han sin vilja igenom.

## Om filmen
Filmens titel är hämtad från en låt av Nick Drake, och låten ingår i filmens soundtrack. Filmen är baserad på regissören Allison Anders egna erfarenheter. Anders blev brutalt våldtagen då hon var 12 år gammal. Våldtäkts-scenen i filmen är inspelad i samma hus där den verkliga våldtäkten ägde rum. 

## Rollista i urval
- Kim Dickens – Sherry
- Gabriel Mann – Owen
- Don Cheadle – Chuck
- Eric Stoltz – Dan
- Rosanna Arquette – Pete
- Alison Folland – Lulu
- Kai Lennox – Colin
- Joshua Leonard – Todd
- Jonathan Osteen – Sonny
- J. Mascis – Fred
- Steve McDonald – Alex
- Jeffrey McDonald – Eric